# (7121) Busch
(7121) Busch (1989 AL7) – planetoida z grupy pasa głównego asteroid okrążająca Słońce w ciągu 4,92 lat w średniej odległości 2,89 j.a. Odkryta 10 stycznia 1989 roku.